# Эшборн

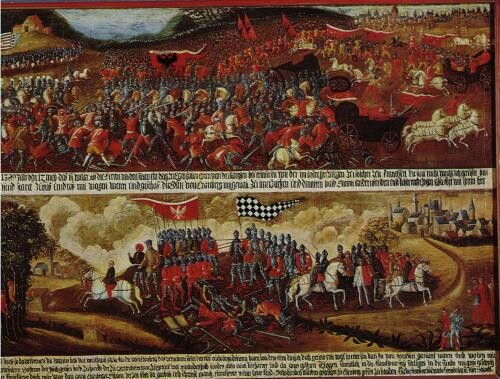
Битва при Эшборне, 1389

Эшборн (нем. Eschborn) — город в Германии, в земле Гессен. Подчинён административному округу Дармштадт. Входит в состав района Майн-Таунус. Население составляет 21 228 человек (на 31 декабря 2016 года). Занимает площадь 12,14 км². Официальный код — 06 4 36 003.

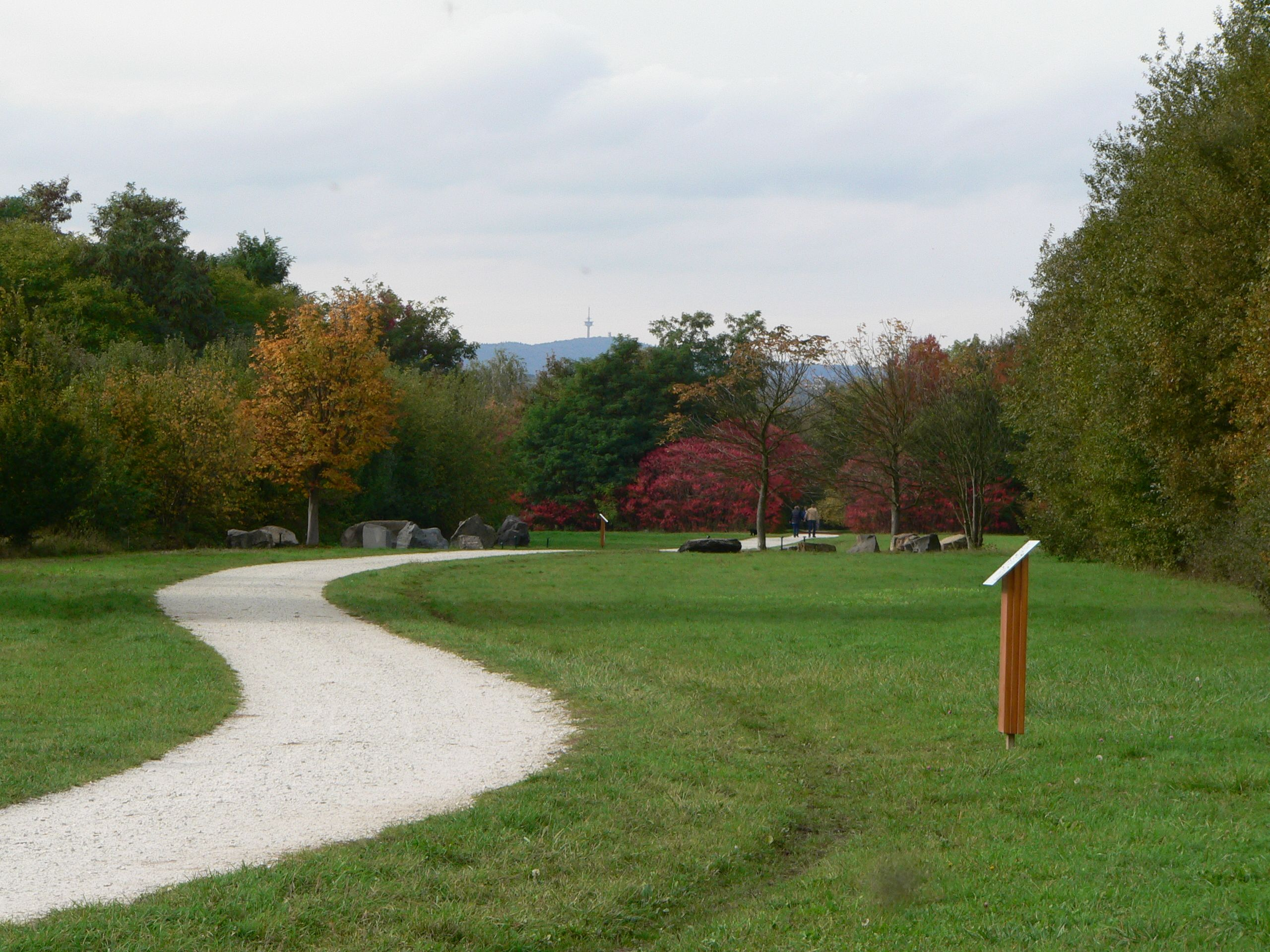
Arboretum Main-Taunus